# 縄田カノン
縄田 カノン（なわた かのん、1988年9月28日 - ）は、日本の女優、モデルである。大阪府枚方市出身。office MUGI所属。
旧芸名は縄田 かのん（呼び名は同じ）。

## 来歴
幼い頃から女優志望であったが、17歳のときにモデル活動を始める。その後は立教大学経営学部国際経営学科へ進学し、2012年3月に卒業する。
2010年11月からジェイアイプロモーションに所属していたが、2014年6月に退所している。アノレを経てoffice MUGIに所属。
2024年4月、芦屋国際芸術映画祭の審査員に就任。

## 人物
- 元広島東洋カープの「炎のストッパー」こと津田恒美とは親戚（伯父の義理の弟）で、息子である津田大毅とは小さい頃によく遊んでいたという[10]。
- 小学生の頃はざんぎり頭。男の子とよく間違えられていた。
- 特技は剣道2段。日舞（藤間流）。イラスト。
- ブログによく独創的な漫画やイラストを発表している。
- 趣味は、読書、映画鑑賞。アニメ、漫画にも造詣が深い。
- アメリカロサンジェルス、オーストラリアなどにホームステイで語学留学。
- エスニック料理や焼鳥、焼肉、もつ鍋などオヤジ系の食べ物が大好き。
- 豹柄好き。
- NHK大河ドラマに出演するのが幼い頃からの夢。日舞もそのために修練。（ブログより[どれ?]）
- 中学生のころからTHE BACK HORNの熱烈なファン。

## 主な出演歴

### テレビドラマ
- CONTROL〜犯罪心理捜査〜 第6話（2011年、フジテレビ） - 現場リポーター 役
- 熱中時代（2011年、日本テレビ） - 家庭科教師・山口智子 役
- D×TOWN 第5弾「心の音（ココノネ）」第4話（2012年、テレビ東京） - 看護婦 役
- KBOYS（2018年、朝日放送テレビ）[11]
- 新・ミナミの帝王 〜過去からの罠〜（2019年、関西テレビ） - 長山祐子 役

### テレビ番組
- 歴史秘話ヒストリア 第164回「龍馬が愛した女〜お龍 知られざる素顔〜」（2013年、NHK） - 楢崎龍 役[12]

### 映画
- ハローベイビー！(パイロット版　*短編)（2016年）[13]
- ミラー(パイロット版　*短編)（2016年）[14]
- 女が眠る時（2016年）
- ハッピーサッド（2018年）
- 鈴木家の嘘（2018年）
- 空の瞳とカタツムリ（2017年湯布院映画祭にて特別試写[15]、2018年第19回東京フィルメックス特別招待作品[16]） - 主演・岡崎夢鹿[17] 役
- 愛の小さな歴史（2019年）[18]
- ミセス・ノイズィ（2020年）
- エッシャー通りの赤いポスト（2020年）
- 日本独立（2020年）
- 彼女（2021年　Netflix）[19]
- ミュジコフィリア（2021年）
- プリズナーズ・オブ・ゴーストランド（2021年）
- BAD LANDS バッド・ランズ（2023年）[20]
- Mother Tongue（公開時未定）

### 舞台
- 音楽劇「銀河鉄道の夜」（2012年、演出：松枝佳紀、青松寺） - カムパネルラ 役
- 「国家〜偽伝、桓武と最澄とその時代〜」（2013年、演出：松枝佳紀、新国立劇場小劇場） - 最澄の弟子 光定 役
- 「田中くんと猫と毎日のぼく」（2013年、演出：松枝佳紀、青松寺） - 猫 役
- 「被告人〜裁判記録より〜」（2013年、演出：松枝佳紀、渋谷ギャラリールデコ） - ジャンヌ・ダルク 役
- 「かもめ〜21世紀になり全面化しつつある中二病は何によって癒されるのか、あるいはついに癒しえないのか、についての一考察〜」（2014年、演出：松枝佳紀、渋谷ギャラリールデコ） - ニーナ 役
- 「安部公房の冒険」（2014年、演出：荒戸源次郎 / 主演：佐野史郎、新国立劇場小劇場） - 安部公房の恋人・茜 役
- 「さよなら光くん、さよなら影さん」（2019年、演出：倉本朋幸、小劇場 楽園）
- 「ここにはいない彼女」（2019年、演出：安川有果、新宿眼科画廊 スペース地下）

### CM
- サントリー「カロリ」（2009年）
- 日清食品「どん兵衛」（2010年）
- P&Gジャパン「ウィスパー」（2010年）
- アクネスラボ「アクネス王子 バス」（2017年）

### PV
- TOKIO「NaNaNa (太陽なんていらねぇ)」（2010年）

### WEB
- 明治安田生命「2011年度新卒採用WEBサイト〜ドラマのつづき〜」
- J LINK INTERNATIONAL
- 牛乳石鹸「与えるもの」篇（2017年[21]）

### 雑誌
- 髪姫 2008年夏号（三栄書房）
- steady. 2008年12月号（宝島社）

### パンフレット
- ウィルコム カタログ（2010年・2011年）